# Détroit de Clarence (États-Unis)
Pour les articles homonymes, voir Clarence et Détroit de Clarence.
Le détroit de Clarence, autrefois détroit du Duc de Clarence, en anglais Clarence Strait et Duke of Clarence Strait, est un détroit du 
Sud-Est de l'Alaska, aux États-Unis.

## Description

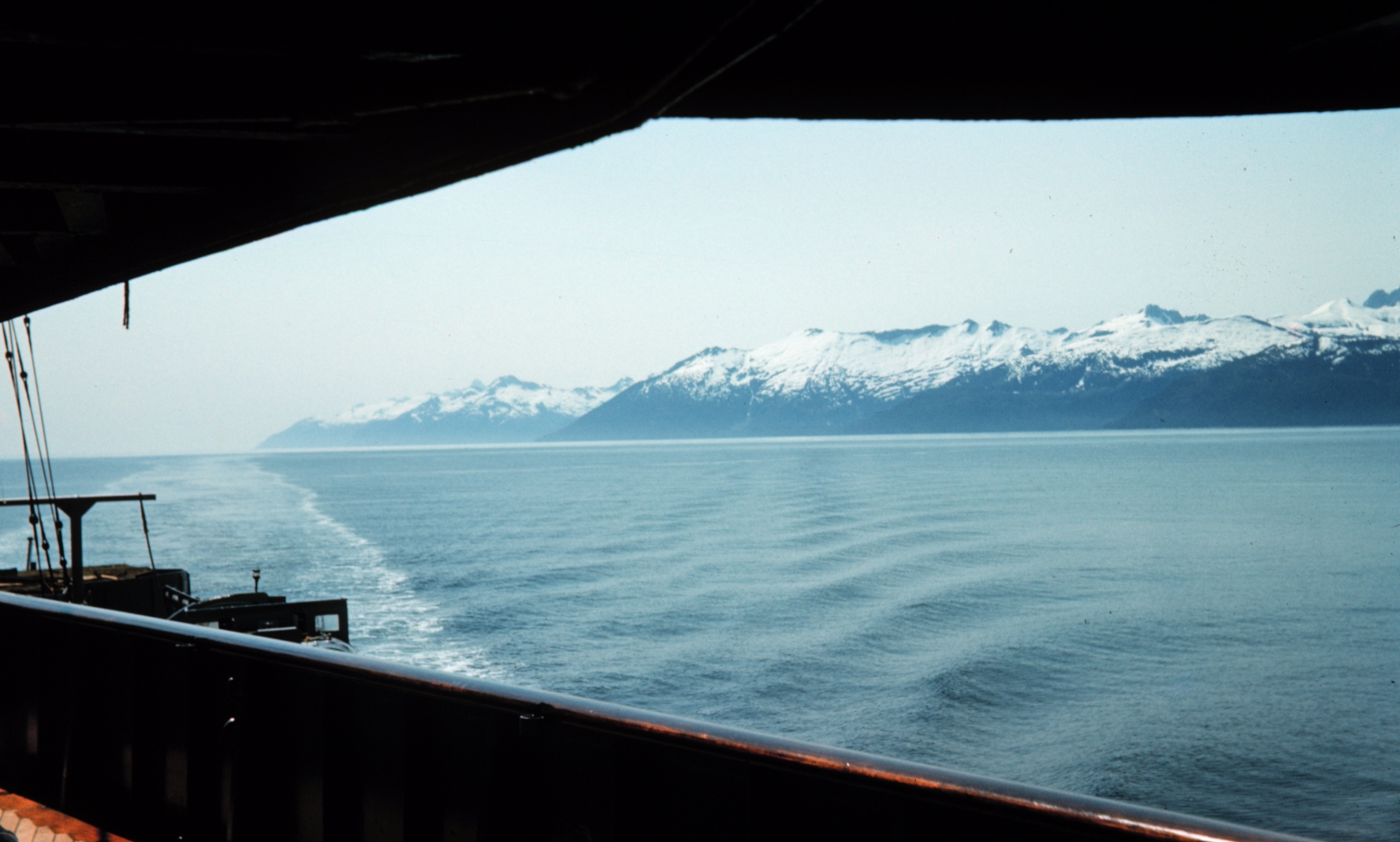
Vue du détroit de Clarence

Il est situé dans les eaux côtières de l'Alaska du Sud-Est et de la Colombie-Britannique, à l'intérieur de l'archipel Alexandre. Il sépare l'île du Prince-de-Galles à l'ouest des îles Annette et Revillagigedo à l'est. Il fait 126 milles (203 km) de long.
Son nom lui a été donné en 1793 par George Vancouver en l'honneur de Guillaume IV du Royaume-Uni.
Le phare de l'île Guard et le phare de Lincoln Rock qui se trouvent à proximité constituent d'importants repères de navigation.

## Sources et références
- (en) Cet article est partiellement ou en totalité issu de l’article de Wikipédia en anglais intitulé « Clarence Strait » (voir la liste des auteurs).
- (en) « Détroit de Clarence (États-Unis) », Geographic Names Information System